# André Moccand
André Moccand, född 25 januari 1931 i Zürich, är en schweizisk före detta roddare.
Moccand blev olympisk silvermedaljör i fyra med styrman vid sommarspelen 1948 i London.